# Drassinella sclerata
Drassinella sclerata är en spindelart som först beskrevs av Chamberlin och Ivie 1935.  Drassinella sclerata ingår i släktet Drassinella och familjen flinkspindlar. Inga underarter finns listade i Catalogue of Life.